# Vibrato
Ne doit pas être confondu avec Trémolo.
 (mars 2021).
Si vous disposez d'ouvrages ou d'articles de référence ou si vous connaissez des sites web de qualité traitant du thème abordé ici, merci de compléter l'article en donnant les références utiles à sa vérifiabilité et en les liant à la section « Notes et références ».
Le vibrato (repris du même substantif italien, dérivé de l'adjectif vibrato, « vibré ») est une modulation périodique du son d'une note de musique. La nature de cette modulation (purement de hauteur ou non) dépend de la nature de l'instrument et de la technique qu'utilise le musicien.

## Vibrato manuel
Au violon et aux instruments à cordes frottées, le vibrato est un léger changement de la hauteur du son. Il s'obtient par un mouvement de vibrato du doigt sur la corde. L'intensité de la note est contrôlée par l'archet et reste constante.
Dans le chant, l'intensité n'est en général pas maintenue constante et la modulation périodique concerne à la fois la hauteur et l'intensité, dans des proportions variables selon la technique. Dans les instruments à vent, la modulation périodique obtenue par le diaphragme, comme dans le chant, concerne cependant davantage l'intensité que la hauteur. À l'orgue, un dispositif mécanique sur la soufflerie, que l'on appelle le ‘‘tremblant‘‘, permet un effet semblable (modulation principalement d'intensité).
Le piano ou le clavecin ne permettent pas le vibrato. Mais le clavicorde permet un vibrato de hauteur, sans modulation d'intensité, par modulation de l'appui du doigt sur la touche. De même, le clavier des Ondes Martenot, maintenu par des suspensions, permet un vibrato en poussant latéralement les touches, comme sur un violoncelle.
Le vibrato manuel, avec modulation de hauteur sans modulation d'intensité, se pratique sur le luth, la guitare classique et d'autres instruments à cordes pincées en levant et abaissant légèrement la corde avec les doigts.
Comme tous les effets de nuance, le vibrato apporte une expressivité particulière selon la façon dont il est effectué : vite ou lentement, de façon fluide ou saccadée. Il se distingue du trémolo qui est une succession rapide d'une même note.

## Guitare
Le vibrato peut désigner plusieurs choses dans l'univers de la guitare : l'effet de vibré, noté par des vaguelettes sur les tablatures, ou un accessoire permettant de réaliser cet effet – sur les guitares électriques. Il s'agit d'une tige métallique enfoncée ou vissée au niveau du chevalet, qui permet de modifier la tension des cordes et ainsi la fréquence des notes jouées. Son appellation anglophone est whammy bar. Il peut également désigner un effet audio.

### Vibrato manuel à la guitare

Un vibrato joué sur guitare électrique, au ralenti.

Des vibratos peuvent également être produits sur la guitare classique par oscillation du doigt de la main gauche sur la corde. Leur amplitude (variation de hauteur) est cependant limitée par les frettes et la durée de l'effet l'est également par l'extinction rapide du son après l'attaque, contrairement au vibrato des instruments à son entretenu (cordes frottées, instruments à vent). Le  vibrato peut être produit sur plusieurs notes simultanées (oscillations de plusieurs doigts sur différentes cordes) mais son effet est quelque peu réduit dans ce cas et  il n'est pas praticable dans des doigtés complexes (extensions, barrés), ni, évidemment, sur les cordes à vide. Cette possibilité contribue cependant à donner à la guitare classique une expressivité discrète qui distingue son exécution de celles au clavecin ou au piano.
Le vibrato peut s'apparenter à la technique du bend mais il ne faut pas les confondre pour autant. Le vibrato fait varier rapidement la hauteur du son plusieurs fois par seconde. Le bend consiste à courber la note, la rendant plus aigüe, et à la tenir à cette hauteur.

### Tige de vibrato

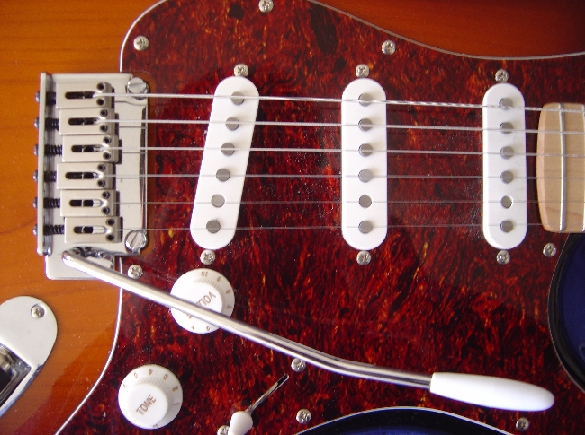
Tige de vibrato sur une guitare électrique (Fender Stratocaster).

Certaines guitares électriques sont équipées d'une tige de vibrato qui permet de modifier la tension des cordes afin de varier la hauteur des notes. Alors qu'un vibrato effectué à la main ne peut se faire que sur une seule corde ou deux, la tige de vibrato permet de moduler la hauteur de toutes les cordes, permettant une plus grande expressivité pour le jeu en accords par exemple. Certains guitaristes, comme Jimi Hendrix, Joe Satriani, Steve Vai ou Jeff Beck, ont fait un usage très fréquent de la tige de vibrato dans leur jeu.

## Vibrato électronique

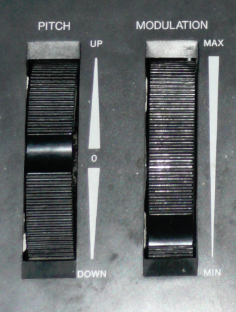
Une molette (pitch bend) permet de changer la hauteur d'une note à la main sur un synthétiseur (à gauche).

Le vibrato est souvent intégré aux sons de synthétiseurs, pour renforcer l'expressivité de l'instrument. Cet effet est généralement contrôlable par le musicien en temps réel (pitch bend).

## Effet audio
Le vibrato peut être également réalisé de manière électronique dans une pédale d'effet. Il consiste à prendre le signal de l’instrument, de l'envoyer dans un delay très court (quelques milisecondes) et de faire varier la durée du delay à travers un LFO. Cela produit une variation cyclique de la hauteur. En rajoutant le signal original, on obtient un chorus.
Le vibrato, sur les instruments amplifiés (orgue Hammond, guitare électrique, etc.) peut aussi être obtenu par un moyen électromécanique : la cabine Leslie (même si cette dernière crée également des effets de déphasage en plus des variations de hauteur).